# Hampea thespesioides
Espèce
Statut de conservation UICN

 LC  : Préoccupation mineure
Hampea thespesioides est une espèce de plantes de la famille des Malvaceae.

## Publication originale
- Annales des Sciences Naturelles; Botanique, série 4 17: 188–189. 1862.